# Karl Czok
Karl Czok (* 12. März 1926 in Görlitz; † 18. Juli 2013 in Leipzig) war ein deutscher Historiker.

## Leben
Karl Czok wurde als Sohn eines Fleischers und späteren Schlossers geboren und besuchte von 1932 bis 1940 die Volksschule in Görlitz. Anschließend machte er bis 1943 eine Ausbildung zum Maschinenschlosser in der Waggon- und Maschinenbau AG Görlitz. Nach Abschluss seiner Lehre kam er in ein Wehrertüchtigungslager, danach zum Reichsarbeitsdienst. 1943 wurde er für die Kriegsmarine eingezogen, Ende 1944 desertierte er. Nach seiner Verurteilung Anfang 1945 kam er in eine Strafkompanie der Wehrmacht an die Ostfront.
Nach dem Zweiten Weltkrieg arbeitete er ab 1946 als Graveur in der Görlitzer Schmuck- und Silberwarenfabrik Jahnsmüller & Schroda. Ab 1948 besuchte Czok die Vorstudienanstalt in seiner Geburtsstadt, bevor er ein Jahr später zur Arbeiter-und-Bauern-Fakultät in Leipzig wechselte und dort 1950 das Abitur ablegte. Nach seinem Abschluss arbeitete er für kurze Zeit als Lehrkraft an den Kreisparteischulen Niesky und Oybin. Ab 1951 studierte Czok Geschichte an der Karl-Marx-Universität Leipzig. Während des Studiums trat er 1953 in die SED ein.
Der Promotion zum Dr. phil. 1957 folgte 1963 die Habilitation. Zu Czoks akademischen Lehrern gehörten Walter Markov, Ernst Engelberg, Heinrich Sproemberg und Hellmut Kretzschmar. An der Philosophischen Fakultät, der späteren Sektion Geschichte der Leipziger Universität, arbeitete Czok zunächst als Lehrbeauftragter, ab 1966 als außerordentlicher Professor und seit 1969 als ordentlicher Professor für Geschichte der örtlichen Arbeiterbewegung. Im Jahr 1988 wurde er aus gesundheitlichen Gründen emeritiert.
Czok war seit 1966 Mitglied der Historischen Kommission der Sächsischen Akademie der Wissenschaften zu Leipzig, die seit 1965 bis zur Wiedervereinigung das von ihm begründete Jahrbuch für Regionalgeschichte herausgab. Czok wurde 1977 als ordentliches Mitglied der Sächsischen Akademie bestellt. Im Jahre 1973 wurde er auf Empfehlung von Edith Ennen zum Mitglied der Commission Internationale pour l’Histoire des Villes und 1974 zum korrespondierenden Mitglied des Österreichischen Arbeitskreises für Stadtgeschichte gewählt. Seine Hauptarbeitsbereiche waren die ältere Stadtgeschichte sowie sächsische Landes- und Regionalgeschichte. Für die Geschichte der mittelalterlichen Stadt prägte er den Begriff der Bürgerkämpfe. Czok verstand sich als „kritischer Marxist“.
Eine Schülerin Czoks ist Sieglinde Richter-Nickel, die Leiterin des Dresdner Stadtmuseums.

## Auszeichnungen
- 1975 Johannes-R.-Becher-Medaille in Gold

## Schriften (Auswahl)
Monografien
- Städtische Volksbewegungen im deutschen Spätmittelalter. Ein Beitrag zu Bürgerkämpfen und innerstädtischen Bewegungen während der frühbürgerlichen Revolution. Leipzig 1963 (2 Teile).
- Die Stadt. Ihre Stellung in der deutschen Geschichte. Leipzig/Jena/Berlin 1969.
- Das alte Leipzig. Koehler und Amelang, Leipzig 1978.
- Vorstädte. Zu ihrer Entstehung, Wirtschaft und Sozialentwicklung in der älteren deutschen Stadtgeschichte. In: Sitzungsberichte der Sächsischen Akademie der Wissenschaften zu Leipzig. Philologisch-Historische Klasse. Band 121, H.1. Akademie-Verlag, Berlin 1979.
- August der Starke und Kursachsen. Koehler und Amelang, Leipzig 1987, ISBN 3-7338-0034-6.
- Am Hofe Augusts des Starken. Edition Leipzig, Leipzig 1989, ISBN 3-361-00268-0.
- August der Starke und seine Zeit. Kurfürst von Sachsen, König in Polen. Piper, München/Zürich 2006, ISBN 978-3-492-24636-1 (Ungekürzte Taschenbuchausgabe).

Herausgeberschaften
- Geschichte Sachsens. Böhlau, Weimar 1989, ISBN 3-7400-0062-7.
- mit Max Steinmetz: Leipziger Land im Bauernkrieg. Leipzig 1975.
- Jahrbuch für Regionalgeschichte, Bde. 1–20, Leipzig u. a. 1965–1996.